# فاصله دندانی
فاصله دندانی، فاصله بین‌دندانی یا دیاستما (به انگلیسی: diastema) (جمع آن diastemata) یک فاصله یا شکاف بین دو دندان است. بسیاری از گونه‌های پستانداران دارای فاصله دندانی به عنوان یک ویژگی طبیعی هستند که بیشتر بین دندان‌های پیش و دندان آسیای بزرگ است. در زبان محاوره‌ای، ممکن است به این وضعیت به عنوان شکاف دندانها یا شکاف دندانی اشاره شود.

### درمان
۱. تعیین علت فاصله دندانی، سپس درمان علت.
۲. گزینه‌های درمانی فاصله دندانی می‌تواند از یک بیمار به بیمار دیگر متفاوت باشد، اما عموماً با ارتودنسی، یا پر کردن کامپوزیت، یا ترکیبی از ونیرها یا روکش‌ها درمان می‌شود.

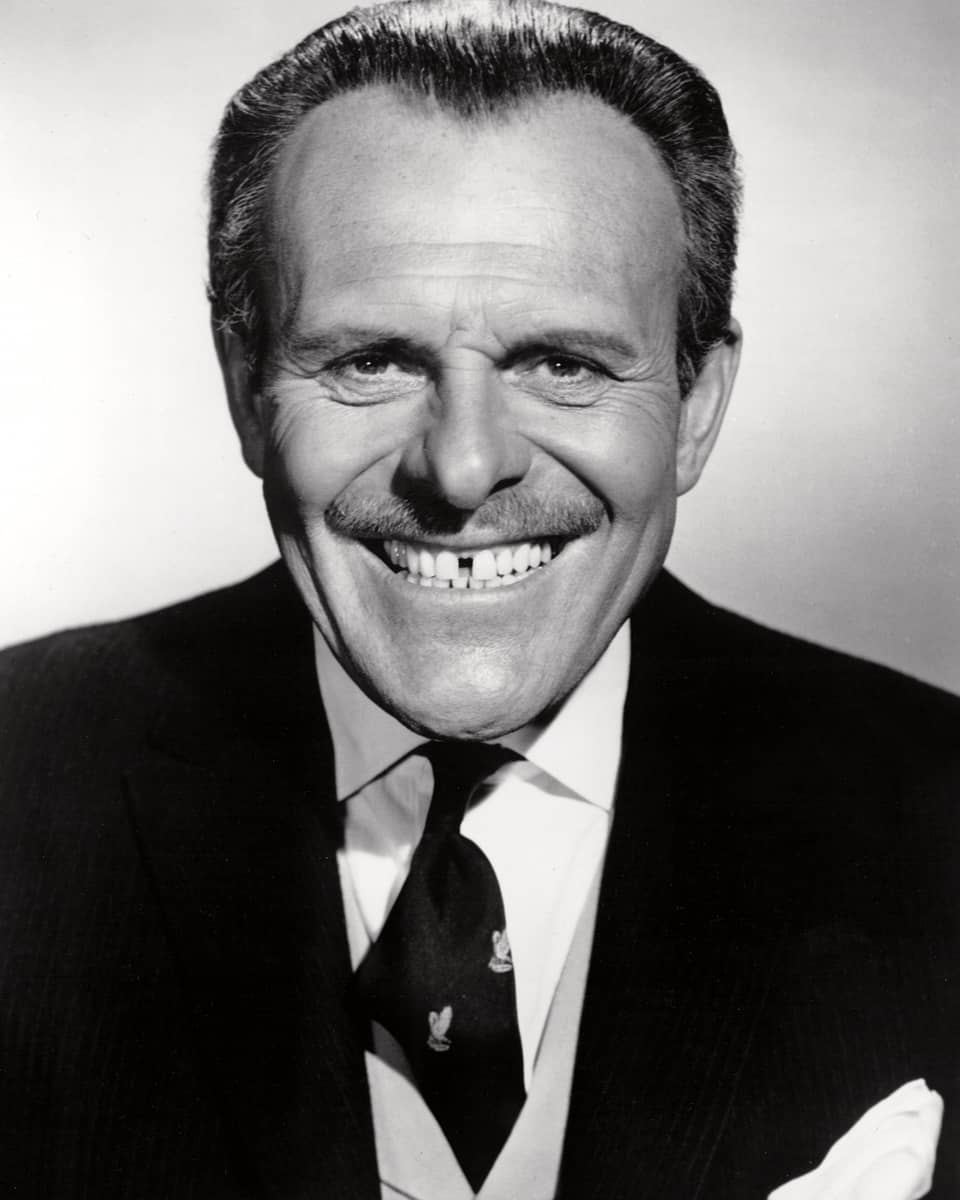
بازیگر تری-توماس به خاطر فاصله دندانی ۱/۳ اینچی (۸٫۵ میلی‌متری) خود شهرت داشت.

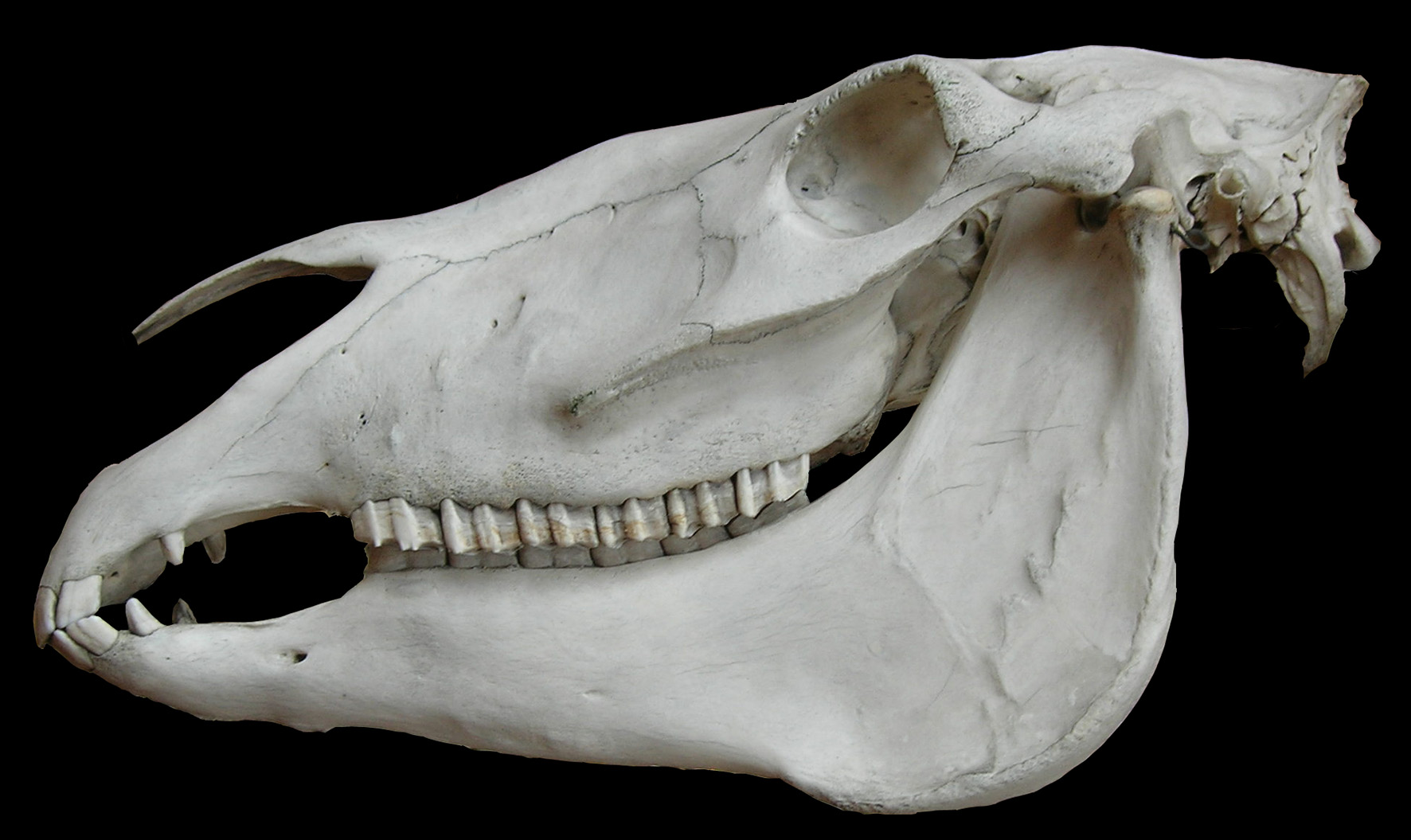
فاصله دندانی بزرگ بین‌دندانهای پیش، نیش و آسیاهای یک اسب عادی